# Olli Caldwell
Oliver Caldwell (Hampshire, 11 de junho de 2002) é um automobilista britânico.

## Carreira

### Campeonato de Fórmula 3 da FIA
Em 12 de fevereiro de 2020, foi anunciado que Caldwell foi contratado pela equipe Trident para a disputa da temporada de 2020 do Campeonato de Fórmula 3 da FIA. Para a disputa da temporada de 2021, ele se transferiu para a Prema Racing.

### Fórmula 2
Em 24 de novembro de 2021, foi anunciado que Caldwell havia sido contratado pela equipe Campos Racing para disputar o Campeonato de Fórmula 2 da FIA a partir da sétima rodada da temporada de 2021, substituindo David Beckmann. Ele permaneceu com a equipe Campos para a disputa da temporada de 2022.